# Hirokazu Kobayashi
Hirokazu Kobayashi (小林 裕和?, Kobayashi Hirokazu; 14 febbraio 1929 – 28 agosto 1998) è stato un artista marziale giapponese.
È stato un allievo del fondatore dell'Aikido Morihei Ueshiba, detto Ōsensei (Gran Maestro). A sua volta è stato insegnante, in particolare in Occidente.

## Biografia
Già dall'età di 7 anni, comincia a studiare karate, kendō e judo. A 15 anni, diventa un pilota kamikaze su una portaerei. Al momento del suo dislocamento, un difetto tecnico impedì al suo aereo di partecipare alla battaglia. I restanti membri dell'equipaggio persero la vita e, poco prima di poter fare un ultimo tentativo, la portaerei venne abbattuta da un sottomarino ed affondò. Kobayashi fu uno dei pochi sopravvissuti. Fu soccorso dopo essere rimasto in acqua per circa 4 giorni e gravemente ferito.

### Aikido
Nel 1946, il suo insegnante di karate lo raccomandò ad Osensei Morihei Ueshiba, il fondatore della disciplina dell'Aikido. Perciò Hirokazu si recò a Tokyo.
Incontrato e conosciuto Ueshiba, partecipa alla vita del dojo, conoscendo anche un altro uke, Morihiro Saitō, con cui Kobayashi dividerà il suo ruolo di sparring partner con Ueshiba. In questo periodo, Kobayashi preferì utilizzare il bokken piuttosto che servire come uke, avvicinandosi perciò all'aikiken, la lotta con la spada. Kobayashi descrive il lungo periodo al dojo di Ueshiba non solo dal punto di vista professionale di uke, ma anche come compagno e amico di Ueshiba al di fuori del dojo.
Nel 1954, Kobayashi lasciò Tokyo e si diresse ad Osaka. 3 anni dopo, ottenne la qualifica come insegnante di Aikido. Nel 1964, ottenne il 7º dan. Nello stesso anno, avvenne per lui un cambiamento fondamentale: infatti, gli fu chiesto da Osensei in persona di insegnare, per la prima volta in assoluto, l'aikido in Europa.
Kobayashi, dunque, si recò in Occidente e qui organizzò numerosi corsi in altrettanti Paesi, in particolare Francia, Germania, Belgio, Italia, Svizzera e Olanda.

## Tecniche
Le sue tecniche vengono descritte come brevi, ma potenti e precise per mezzo di piccoli movimenti. Il tutto basato sul "Meguri", ovvero sfruttare i movimenti dei polsi attraverso la rotazione minima del corpo per ottenere il massimo risultato.
In questo periodo, avrà numerosi allievi, da ogni parte del mondo e in particolare in Europa, che hanno continuato e continuano tuttora a divulgare il suo stile di aikido. Per esempio, possono essere citati: i francesi Andrè Cognard, Jean-François Riondet, Etienne Leman, Lucienne Berenger e Adrien Halm; gli italiani Giampietro Savegnago, Vincenzo Sicali, Giovanni Polimeno, Pietro Giovanni Suriano, Nuccio Iuculano,  Ezio Antonucci, Paolo Salvadego, Fabio Gen Sen Koji Caiazzo, Aldo Gonzato, Italo Taddeo, Giovanni Desiderio; i polacchi Jacek Wysocki e Robert Gembal; il panamense Gabriel Vega; lo spagnolo Felipe Garcia; il belga Yves Flon; i tedeschi Walter Oelschlaeger e Jürgen Rohrmann, Reinhard Czempik; lo statunitense Michael Jacyna; il portoghese leopoldo Ferreira; lo svizzero Jean-Marc Voegeli; gli indiani Avijit Mitra e Debabrata Saha e il colombiano Michèle Lasserre.
Come membro dell'Aikikai, la principale organizzazione per lo sviluppo dell'Aikido nel mondo riconosciuta dal governo giapponese nel 1940, non volle mai creare una propria scuola poiché voleva che l'aikido potesse essere per tutti e di tutti, senza distinzione di federazioni e scuole.
Kobayashi morì nell'agosto del 1998, dopo una lunga malattia. Prima di morire, diede il permesso ai suoi allievi di costituire scuole autonome, creando così il cosiddetto "Aikido Kobayashi".